# الكرمدي (فرع العدين)

تعديل مصدري - تعديل

الكرمدي محلة تابعة لقرية الباركة، التابعة لعزلة بني يوسف بمديرية فرع العدين إحدى مديريات محافظة إب في الجمهورية اليمنية، بلغ تعداد سكانها 119 حسب تعداد اليمن لعام 2004.